# Christine Fauré
Pour les articles homonymes, voir Fauré.
 (juin 2012).
Christine Fauré, née à Toulouse le 14 juillet 1946, est une sociologue et historienne des idées politiques, du féminisme et des mouvements protestataires.

## Biographie
Engagée en 1970 dans le mouvement de libération des femmes, Christine Fauré a commencé sa carrière comme chargée de cours à l’université Paris-VIII Vincennes Saint-Denis - Département de Philosophie, de 1973 à 1981. Sous la direction de Gilles Deleuze, elle soutient, en 1977, sa thèse de doctorat d’État : Désir et révolution. Entrée au CNRS en 1982, elle est Directrice de recherche en sociologie de 1991 à 2011; émérite depuis 2012.
Elle est déléguée de la Fédération internationale des droits de l'Homme (FIDH) à la Conférence mondiale sur la décennie de la femme, ONU, Nairobi, Kénya, 16-26 juillet 1985.
Boursière Jean Monnet Fellow à l’Institut européen de Fiesole, elle est, en 1989, cooptée par Antonio Cassèse, professeur de droit international public.
Elle participe au programme « Republicanism as a Share European Heritage » de la Fondation européenne de la science (ESF), entre 1997 et 1998, et est membre du comité de coordination de The Politics and History of European Democratisation (PHED) de l'ESF, de 2003 à 2005.
Christine Fauré est membre de l’Observatoire de la parité entre les femmes et les hommes (services du premier ministre) de 2002 à 2009. Elle est en outre professeur invité à l'université de New York et à l'université Laval - Québec - au Département de Science Politique (1989-1990). Conférencière invitée (1998-2011) : aux États-Unis, par les universités Brown, California et South California, Columbia, de Paul-Chicago Harvard, New York University, Wisconsin-Madison, par le Folger Institute (Washington D.C.) ; au Japon, par les universités de Tohoku, de Keio - Tokyo ; et en Europe, par les universités de Barcelone, Berne, Bradford, Helsinki, Jyväskylä, Madrid, Malaga, Rome, Saint-Sébastien, Turin, Tampere.

## Travaux
Ses travaux portent sur l’histoire des idées politiques pendant la Révolution française, sur la généalogie des déclarations des droits de l’Homme, sur l’histoire de la pensée féministe et du droit des femmes et sur les mouvements protestataires, de mai 1968 notamment. En 1988, à l’occasion du bicentenaire de la Révolution française, elle a publié des projets de Déclarations à l’origine de la mythique Déclaration des droits de l’homme de 1789. Elle a publié (1999-2007), avec appareil critique, un ensemble de manuscrits restés inédits pendant deux siècles de l’abbé Sieyès, figure majeure de la Révolution française.
À partir de 1985, ses ouvrages s’attachent à faire reconnaître la contribution de femmes à l’histoire des idées politiques, à la genèse et au développement des idées démocratiques et d’égalité, de la Renaissance à l’époque contemporaine. Dans une Encyclopédie politique et historique des femmes (1997-2010) réunissant près de cinquante auteurs de diverses nationalités et disciplines, publiée en France, traduite aux États-Unis et en Espagne, elle s’est attachée à conjuguer l’histoire de la construction de l’espace démocratique en Occident avec les actions, les revendications, les mobilisations que des femmes ont menées au cours d’événements politiques clés.

## Publications

### Ouvrages
- Anthologie - Alexandra Kollontaï - Autobiographie, Paris, Ed. Berg Bélibaste, 1976. Sous le titre :Autobiographie d’une femme sexuellement émancipée, postface par Christine Fauré, éditions Fayard, collection 1001 Nuits, 2024.
- Quatre femmes terroristes contre le tsar, textes réunis et présentés, Paris, Ed. Maspéro, 1978.
- Terre, terreur, liberté, Essai sur le populisme russe, Paris, Ed. Maspéro, 1979.
- La Démocratie sans les femmes, essai sur le libéralisme en France, Paris P.U.F, 1985 ; Democracy without women, feminism and the rise of liberal individualism in France, Indiana University Press - É.-U., 1991.
- Les Déclarations des droits de l'Homme de 1789, textes réunis et présentés, Paris, Payot 1988. Édition de poche augmentée, Payot, Paris, 1992. Ouvrage traduit en espagnol : Las declaraciones de los derechos del hombre de 1789, Mexico - Fondo de cultura economica – 1995-1999. Traduction en slovène de la présentation in Problemi Eseji 7, Université de Ljubliana – Yougoslavie. Édition numérique, Chryséis éditions, Amazon. kindle, 2012.
- L'Amérique des Français, codirection avec Tom Bishop, Paris, François Bourin, 1992.
- Encyclopédie politique et historique des Femmes (Europe, Amérique du Nord (sous la dir.), Paris, P.U.F, 1997, édition augmentée et actualisée : Paris, Les Belles Lettres, 2010. Ouvrage traduit en anglais : Political and Historical Encyclopedia of Women, New York, Routledge, 2003 ; et en espagnol : Enciclopedia Historica y Politica de las Mujeres, Europa y America, Madrid, Diccionarios Akal, 2010.
- Des Manuscrits de Sieyès, 1773-1799, vol. I, et 1770-1815, vol. II, (sous la dir.), Paris-Genève, Champion-Slatkine, 1999-2007.
- Mai 68 jour et nuit, Paris, coll. « Découvertes Gallimard / Histoire » (no 350), 1998, Réédition mai 2004-2008, réédition augmentée (« Géopolitique de mai 68 ») : 2018.
- La prise de parole publique des femmes, Annales historiques de la Révolution française, no 344, avril - juin, 2006.
- Mai 68 en France ou la révolte du citoyen disparu, Paris, Seuil / coll. Les empêcheurs de penser en rond, 2008.
- Ce que déclarer des droits veut dire : histoires, Paris, Les Belles Lettres, 2011. Réédition augmentée et actualisée. Prix Henri Texier I de l’Académie des Sciences morales et politiques[1].
- Les Néoconservateurs à la française, Paris, Chryséis éditions/ Amazon.fr Kindle, 2012. Voir site Amazon.fr, boutique Kindle, Les Néoconservateurs à la française.
- Les Néoconservateurs à la française, Milano, Éditions Mimésis-Sciences Politiques, 2015;  (ISBN 9788857526966). Voir : « Tribune : Un néoconservatisme à la française ? », Libération, 19 octobre 2014[2] ; « Christine Fauré : Les néoconservateurs cherchent à disqualifier les révolutions comme événements », Le Monde du 10 juin 2015[3]; Recension par Florence Gauthier, Révolution Française, 22 décembre 2015[4].
- "Ces idées qui ont fait le Mouvement de Libération des Femmes XVIIIe – XXIe siècles", Paris, Chryséis Éditions, 2022,  (ISBN 979-10-91609-50-0)

### Principales contributions à des ouvrages collectifs et articles

#### Sur l'action politique des femmes et les mouvements contestataires
- « Grèves de femmes - autogestion », in Autogestion et socialisme no 28-29, octobre 1974 / janvier 1975.
- « L'usage de la norme dans la domination » in Prendre la ville, esquisse d'une histoire de l'urbanisme d'État, Paris, Anthropos, 1977.
- « La destruction, la guerre et la peste » in Ville panique. Traverses no 9, novembre 1977, p. 135-140. Traduction allemande, Bauwelt, décembre 1978.
- « Féminisme répressif, féminisme promotionnel », in Les Temps Modernes, février 1979.
- « Une violence paradoxale, des femmes terroristes dans les années 1880 », in L'Histoire sans qualités, Paris, éd. Galilée, 1979.
- Simone de Beauvoir, rédaction collective, Universalia, 1980.
- « L'Absente », in Les Temps modernes, septembre 1980.
- (en) Traduction américaine de ces deux derniers articles dans la revue SIGNS : « French Feminist Theory », autumn 1981, Vol VII, the University of Chicago Press.
- « Le crépuscule des déesses », in Les Temps Modernes, janvier 1981.
- « La participation politique des femmes », in « Les femmes : quel avenir ? ». Cultures, novembre/décembre 1982, UNESCO. Trois éditions : français, anglais, espagnol.
- « Poulain de la Barre, sociologue et libre penseur », in Corpus, Revue de philosophie, no 1, mai 1985.
- « Le féminisme est-il un humanisme ? », in Change International, no 3, mai 1985.
- « Condorcet et la citoyenne, Note à l'attention des épistémologues », in Corpus, Revue de philosophie, no 2, janvier 1986.
- « Les droits de l'homme, le transnational et la question des femmes » in « Fin du national ? », Revue Peuples méditerranéens, no 35/36, avril/septembre 1986. Numérisé par l'Université du Michigan: Hathi Trust Digital Libray
- « L'utopie de la femme nouvelle dans l'œuvre d'Alexandra Kollontaï », in Stratégies des femmes, Paris, Ed. Tierces, 1984. Traduit sous le titre « The utopia of new woman in the work of Alexandra Kollontaï and its impact of the french feminist and communist press » in Women in culture and politics, a century of change, 1986.
- « Éléments pour une réflexion sur le transnational et la question des femmes, à l'occasion de la Conférence mondiale de Nairobi (du 10 au 26 juillet 1985) ». La lettre de la F.I.D.H. (Fédération internationale des droits de l'homme), no 115-7 juillet 1985 et no 116 - 16/26 juillet 1985.
- « Réflexions pour un débat sur la discrimination entre les sexes : à propos des Directives de la C.E.E. sur l'égalité de traitement entre hommes et femmes », in Revue française des affaires sociales, no 4, octobre/décembre 1987.
- (it) « Simone de Beauvoir e la filosofia », in Dimensioni, no 44/45, septembre/décembre 1987, Livourne.
- « Que reste-t-il du M.L.F. ? », in Cosmopolitiques, juin 1988.
- « Mai 1968 à Toulouse, le mouvement du 25 avril », in Mai 1968, les mouvements étudiants en France et dans le monde, Paris-Nanterre, Bibliothèque de documentation internationale contemporaine, 1988, p. 200-204
- « Lazarevitch Ida dite Mett, Lazarevitch Nicolas Ivanovitch » in Dictionnaire biographique du mouvement ouvrier français, tome 33, Paris, les Éditions Ouvrières, 1988.
- « La sauvageonne et la philosophie du droit naturel au XVIIIe siècle », in L'Homme et la société, 1989/1-2, no 91/92.
- « La pensée probabiliste de Condorcet et le suffrage féminin », in Condorcet, mathématicien, économiste, philosophe, homme politique, Colloque international, Paris, Éd. Minerve, 1989.
- (it) « À propos d'un scénario inédit, de la représentation du couple dans l'œuvre de Simone de Beauvoir », traduit sous le titre « La rappresentazione della copia in una sceneggiatura inedita di Simone de Beauvoir », in Sartre e Beauvoir al cinema, Florence, Ed La Bottega del Cinema, 1989.
- « Mademoiselle de Lézardière entre Jeanne d'Arc et Montesquieu », in Les femmes et la Révolution française, Actes du colloque, Toulouse, Presses universitaires du Mirail, 1989/1990), vol. 1.
- « Le deuxième sexe de Simone de Beauvoir », in En Français dans le texte, dix siècles de lumières par le livre, Paris, Bibliothèque Nationale de France, 1990 ; réédition 2008.
- (it) « Donne e politica in Francia, tentativo di un bilancio », in Memoria, rivista di storia delle donne, Rome, 1991.
- (de) « Weibliche Intellektuelle und Staatsbürgerschaft. Frankreich von der Revolution bis zum Zweiten Kaiserreich (1789-1870) », l'Homme Zeitschrift für Feministische Geschichtswissenschaft, Vienne, Bohlau, no 2, 1991.
- « Femmes et citoyenneté en France », « Nationalité et citoyenneté en France, au Québec et au Canada », in Citoyenneté et nationalité, perspectives en France et au Québec, Paris, PUF, 1991.
- (es) « Ciudadania de las mujeres en Francia en el siglo XVIII », Arenal, in Revista de historia de las mujeres, Universidad de Granada, vol. 2, no 1, janvier-juin 1995.
- « Les constituants de 1789 avaient-ils la volonté délibérée d'évincer les femmes de la vie politique ? », History of European ideas, G.B., Pergamon Press, 1992 - vol. 15 no 4-6.
- « Sphère privée et espace public », in Demokratie und Geschlecht, Zurich, Chronos Verlag, 1999, p. 145-156.
- « La représentation des femmes sous la Ve République », in Forty Years of the Fifth French Republic, Berne, Peter Lang, European Academic Publishers, 1999.
- « Albert Camus, Nicolas Lazarévitch et le populisme russe », in Communisme, no 61, Paris, L'âge d'homme, 1er trimestre 2000.
- (en) « Rights or virtues: women and the Republic », in Republicanism: a shared european heritage, Cambridge University press, 2002, vol. II.
- (en) « Women's History after the Law on Parity », in Beyond French Feminisms; debates on Women, Politics, and Culture in France, 1981-2001, Palgrave MacMillan, 2003.
- « L'exclusion des femmes du droit de vote pendant la Révolution française et ses conséquences durables », in 1789-1799: combats de femmes, Paris, Autrement, 2003.
- « Une histoire des femmes au XVIIIe siècle par Louise de Kéralio », in Revue de la Bibliothèque nationale de France, no 17, juin 2004.
- « L'offrande patriotique des femmes en 1789 », in Revue de la Bibliothèque nationale de France, no 20, juin 2005.
- « Olympe de Gouges, écrivain politique, pamphlétaire, au ban de l’histoire révolutionnaire » in Gender Law and Policy Annual Review, The Tohoku University 2006, no 4, publié en français et en japonais.
- « Une Histoire des femmes au XVIIIe siècle par Louise de Kéralio », réédition in Nichifutsu Bunka, Revue de collaboration culturelle franco-japonaise, no 74, Maison Franco-japonaise, Tokyo, septembre 2007.
- « Le Deuxième sexe, une œuvre classique », in Les Temps modernes, n° spécial 647-648, La transmission Beauvoir, janvier-mars 2008.
- Le Classicisme du ‘Deuxième sexe’ et le post-modernisme, New York University (NYU), Florence Gould publication, 2009.
- (en) « Parity versus History », in Women, Feminism and Feminity in the 21th Century: American and French Perspectives, New York, Palgrave MacMillan, 2009.
- « Des formes de la protestation politique (France XVIIe–XIXe siècles) », in International Review of Sociology- Revue internationale de sociologie, Routledge - Université de Rome, La Sapienza, vol. 20, no 2, juillet 2010.
- « De l'anti-fascisme au récit des passions révolutionnaires : le féminisme contrasté de M.A. Macciocchi », in Lectora: Revista de dones i textualitat, Barcelona, no 11, 2011
- « Le planisphère des Femen », in « Sartre avec Freud » (coll.), Les Temps modernes, no 674-675, juillet-octobre 2013.
- « Un néo-conservatisme à la française », Les Temps Modernes, no 682, janvier-mars 2015.
- « Nuit debout : de la prise de parole à la prise de décision, la revanche des femmes », L'Obs le plus,‎ 22 avril 2016 (lire en ligne).
- « Féminisme et transnational. Quelle modernité pour les femmes ? » dans Peuples méditerranéens, in Méditerranée, mondialisation, démocratisation, Hommage à Paul Vieille (1922-2010), 177-188, Librairie orientaliste Paul Geuthner  (ISBN 978-2-7053-3950-0).
- « Le Journal des dames, 1759-1777 », communication du 8 décembre 2016 au séminaire L'esprit des Lumières et de la Révolution / Paris-Sorbonne, mise en ligne en vidéo sur le site de la Revue Révolution française[5].
- « Hannah Arendt, la démocratie directe et Mai 1968 » in Les Temps Modernes, juillet-septembre 2018, no 699, p. 53–75.
- « Qu'est-ce qui fait constitution pour Hannah Arendt » in Hannah Arendt, la révolution et les Droits de l'Homme, Yannick Bosc et Emmanuelle Faye (dir.), Paris, Éditions Kimé, 2019, p. 127-145.
- « Premières rencontres » in Avec Simone de Beauvoir, les années MLF, Sens Public, janvier 2020, cahier 27.

#### Sur les Déclarations des droits de l'Homme
- « La déclaration des droits de 1789: le sacré et l'individuel dans le succès de l'acte », in La Déclaration des droits de l'homme et du citoyen de 1789, ses origines, sa pérennité, Paris, La Documentation française, 1990.
- « Ce que déclarer des droits veut dire, l'exemple de la Déclaration des droits de l'homme et du citoyen de 1789 », Cahiers internationaux de Sociologie, vol XCI, 1991 ; (it) « Che cosa vuol dire dichiarare dei diritti ? L'esempio del 1789 », Fenomenologia e societa, collectif de recherche, Milan, XIVe année, no 2, 1991.
- « Les comités d'éthique, entre la morale et la politique », Universalia, 1991.
- « Le statut du serment et de la promesse, dans la Déclaration des droits de 1789 », in Philosophiques, revue de la société de philosophie du Québec, Montréal, Bellarmin, 1992 et in Langages de la Révolution (1770-1815), Paris, Klincksieck, 1995.
- « La Déclaration universelle des droits de l’homme de 1948 », in Atelier du futur, Revue de l'association l'Université libre méditerranéenne René Cassin, Nice, no 11, décembre 1998.
- « Le crime contre l'humanité, un concept à part entière? », in Fenomenologia e societa, centre de recherches, no 3, 2002, Padoue, Rosenberg et Sellier.
- « Les Déclarations des droits ne sont ni vraies ni fausses », 2005, in Passeports pour le vrai et le faux, Paris, Éditions Kime, 2005.

#### Sur les théories politiques de l'abbé Sieyès
- « À propos des Archives Sieyès », Histoire et archives, no 7, janvier-juin 2000, Paris, Champion.
- « L'espace public selon Sieyès », in Des notions-concepts en révolution, Paris, Société des études robespierristes, 2003, coll. Études révolutionnaires no 4.
- « L'abbé Sieyès, lecteur problématique des Lumières », in Dix-Huitième Siècle, no 37, 2005.
- « Sieyès, Rousseau et la théorie du contrat », in Figures de Sieyès, Paris, Publications de la Sorbonne, 2008.
- (en) « Representative Government or Republic? Good government according to Sieyès », in The Politics of Democratization in Europe, concepts and histories, Londres, Ashgate Publishers, 2008.
- Présentation de Zer da Hirugarren Estatua? (« Qu’est-ce que le Tiers État ? »), in colleción Limes, Universidad del Pais Vasco, Saint-Sébastien, 2011.
- « Entre Necker et Smith : Sieyès était-il libéral ? », in Libertés et libéralismes, formation et circulation des concepts, Lyon, ENS éditions, 2012
- « L'abbé Sieyès, un anti-physiocrate ambigu », conférence in : Colloque L'Anti-physiocratie: critiques et oppositions au mouvement physiocrate, de la fin des années 1750 au milieu du XIXe siècle, Triangle CNRS- ENS/LSH-Université Lyon 2, 12-13 avril 2013.
- (en) Entrée « Sieyès, Emmanuel-Joseph (1748-1836) », in The Encyclopedia of Political Thought, dir. Michaël Gibbons, Publication Wiley Library, 15 septembre 2014, version en ligne  (ISBN 9781118474396), version papier  (ISBN 978-14051-9129-6)
- « Harrington, une source méconnue du bon gouvernement selon Sieyès (1748-1836)», in Philosophical Enquiries, revue des philosophies anglophones, no 8, juin 2017.
- « Sieyès était-il rousseauiste ?, réponse critique à Jonathan Israël », communication du 12 février 2020 au séminaire L'esprit des Lumières et de la révolution, Paris-Sorbonne.
- « Comparaison entre l'évêque de Rodez, S. Colbert de Castelhill, figure ignorée des historiens et l'abbé Sieyès, icône de la Révolution », in Seignelay Colbert de Castelhill (1735-1811), un évêque entre Lumières écossaises et Contre-Révolution, contributions réunies par Alain Alcouffe, Presses de l'Université Toulouse 1 Capitole, 2022  (ISBN 978-2-36170-264-9), p. 327-346. Traduction en anglais : "Comparison Between the Bishop of Rodez, S. Colbert de Castlehill, a Figure Ignored by Historians, and Abbé Sieyès, Icon of the Révolution", in Seignelay Colbert de Castlehill (1735-1811), A Bishop Between Scottish Enlightenment and Counter-Revolution, Palgrave Macmillan, avril 2025  (ISBN 978-3-031-75272-8), p. 311-331.

## Sources
- Émission Apostrophes, Antenne 2, du 28 octobre 1988 : Bicentenaire de la Révolution française (BNF/ INA)
- France Culture :
  - émission du 5 décembre 1998 : après-midi spéciale sur la Déclaration des droits de l’homme de 1948 — dialogue avec Stéphane Hessel ;
  - émission du 8 mars 2010 : Les Lundis de l’Histoire (Michelle Perrot): « Des femmes dans l’histoire », avec Michel Winock.
- Le Nouvel Observateur, no 2365 des 4-10 mars 2010 : « L’Histoire politique des femmes en Occident », p. 32.
- Institut Émilie du Chatelet, cycle de conférences « Quarante ans de recherche sur les femmes, le sexe et le genre » Conférence filmée du 5 février 2011 : parcours et état du domaine de recherche. En ligne sur IEC. Conférence C. Fauré.
- Le Monde des livres du 13 mai 2011, article de Bernard Edelman : « les Déclarations des droits de l’homme : quand dire c’est déjà faire », p. 6.
- Revue La Quinzaine littéraire du 15 novembre 2011, article de Monique Chemillier-Gendreau : « Les Déclarations des droits de l’homme dans l’Histoire », p. 21-22.
- « Des Manuscrits de Sieyès, commentaire », Révolution française - L’esprit des Lumières et de la révolution,‎ 12 novembre 2008 (lire en ligne)
- « Ce que déclarer des droits veut dire : histoires, commentaire », Mots. Les langages du politique,‎ 1997, p. 177-179 (lire en ligne).
- Mai 68 jour et nuit, réédition augmentée de 2018 : in (pt) Dario Mizrahi, « A 50 años del Mayo Francés: un balance de las victorias y derrotas de sus protagonistas », Infobae.com,‎ 29 avril 2018 (lire en ligne, consulté le 22 juin 2021) et in revue Caractère, juin-juillet 2018, compte-rendu page 80.
- Interventions de Christine Fauré sur Mai 68 dans le film documentaire intitulé Dans l'œil de la police, réalisé par François Pomès et diffusé par la chaîne TV LCP Public Sénat, no 13 de la TNT, le 5 mai 2018 et rediffusion le 6 mai 2018.